# Zakrzew (gmina w województwie mazowieckim)
Zakrzew (daw. gmina Zakrzew Kościelny, gmina Zakrzów) – gmina wiejska w województwie mazowieckim, w powiecie radomskim. W latach 1975–1998 gmina położona była w województwie radomskim.
Siedziba gminy to Zakrzew.
Według danych z 30 czerwca 2016 gminę zamieszkiwało 12 719 osób. Natomiast według danych z 31 grudnia 2019 roku gminę zamieszkiwały 13 222 osoby.

## Struktura powierzchni
Według danych z dnia 31.12.2015 gmina Zakrzew ma obszar 96,30 km², w tym:
- użytki rolne: 78% z czego:
  - grunty orne: 76%
  - sady: 4%
  - łąki: 7%
  - pastwiska: 8%
  - pozostałe grunty: 5%
- użytki leśne: 15%
- pozostałe grunty i nieużytki: 7%

Gmina stanowi 6,29% powierzchni powiatu.

## Historia
Gminę zbiorową Zakrzów utworzono 13 stycznia 1867 w związku z reformą administracyjną Królestwa Polskiego. Gmina weszła w skład nowego powiatu radomskiego w guberni radomskiej i liczyła 2520 mieszkańców.

## Demografia
Dane z 31 grudnia 2008:
| Opis                              | Ogółem | Ogółem | Kobiety | Kobiety | Mężczyźni | Mężczyźni |
| --------------------------------- | ------ | ------ | ------- | ------- | --------- | --------- |
| jednostka                         | osób   | %      | osób    | %       | osób      | %         |
| populacja                         | 12365  | 100    | 5824    | 50,1    | 5776      | 49,9      |
| gęstość zaludnienia (mieszk./km²) | 113,8  | 113,8  | 56,8    | 56,8    | 57,1      | 57,1      |

- Piramida wieku mieszkańców gminy Zakrzew w 2014 roku.[10]

## Transport
Przez gminę Zakrzew przechodzą następujące drogi (w nawiasach zostały podane długości znajdujące się na terenie gminy):
- Gdańsk – Warszawa – Radom – Kielce – Kraków – Chyżne
- Radom – Potworów (15 km)
- Zakrzew – Karszówka (5 km)

Drogi powiatowe:
- 3503W relacji  Radom – Młódnice (10 km)
- 3508W relacji Radom – Kolonia Piaski (9.5 km)
- 3507W relacji Milejowice – Gulin (6,5 km)
- 3506W relacji Zakrzew - Jankowice (1,6 km)
- 3509W relacji Piastów – Gulin (9 km)

Ponadto infrastrukturę drogową uzupełniają drogi gminne o łącznej długości 94 km.
Gminę obsługują następujące miejskie oraz podmiejskie linie autobusowe z Radomia;
6, 26, P
W sierpniu 2023 roku działalność rozpoczęła Publiczna Komunikacja Zakrzew, posługująca się elektrycznymi autobusami firmy Solaris zakupionymi przez gminę i działająca na liniach:
- 100 - relacji Zakrzewska Wola - Radom/Dworzec PKP
- 101 - relacji Jaszowice Kolonia - Radom/Dworzec PKP
- 102 - relacji Dąbrówka Nagórna - Radom/Dworzec PKP
- 103 - linia szkolna kursująca na trzech odmiennych trasach z początkiem przy Publicznej Szkole Podstawowej w Zakrzewie

## Wykaz miejscowości podstawowych w administracji gminy Zakrzew
1. 0642425	Gustawów	kolonia
2. 0642477	Jaszowice-Kolonia	kolonia
3. 0642520	Milejowice-Kolonia	kolonia
4. 0642655	Taczowskie Pieńki	kolonia
5. 0642690	Zakrzew-Las	kolonia
6. 0642454	Las Janiszewski	osada
7. 0642247	Bielicha	wieś
8. 0642253	Cerekiew	wieś
9. 0642260	Dąbrówka Nagórna	wieś
10. 0642313	Dąbrówka Podłężna	wieś
11. 0642342	Golędzin	wieś
12. 0642359	Gózdek	wieś
13. 0642365	Gulin	wieś
14. 0642402	Gulinek	wieś
15. 0642431	Janiszew	wieś
16. 0642460	Jaszowice	wieś
17. 0642320	Kolonia Piaski	wieś
18. 0642483	Kozia Wola	wieś
19. 0642490	Kozinki	wieś
20. 0642508	Legęzów	wieś
21. 0642744	Marianowice	wieś
22. 0642514	Milejowice	wieś
23. 0642537	Mleczków	wieś
24. 0642550	Natalin	wieś
25. 0642595	Nieczatów	wieś
26. 0642603	Podlesie Mleczkowskie	wieś
27. 0642626	Taczów	wieś
28. 0642649	Wacyn	wieś
29. 0642661	Wola Taczowska	wieś
30. 0642678	Zakrzew	wieś
31. 0642684	Zakrzew-Kolonia	wieś
32. 0642715	Zakrzewska Wola	wieś
33. 0642767	Zatopolice	wieś
34. 0642780	Zdziechów	wieś

## Sołectwa
Bielicha, (Cerekiew - Zdziechów), Dąbrówka Nagórna, Dąbrówka Podłężna, Golędzin, Gulin, (Gulinek - Kozia Wola), Janiszew, (Jaszowice - Jaszowice-Kolonia),  Legęzów, Milejowice, Mleczków, Marianowice, (Natalin - Podlesie Mleczkowskie), (Nieczatów - Kozinki), (Kolonia Piaski - Gózdek - Gustawów - Sosnowica), (Taczów - Wola Taczowska),  Wacyn, Zakrzew, Zakrzew-Kolonia, Zakrzewska Wola, Zatopolice

## Sąsiednie gminy
Jedlińsk, Przytyk, Radom, Stara Błotnica, Wolanów